# Baille-Lemaire
Baille-Lemaire est un constructeur automobile français.

## Production

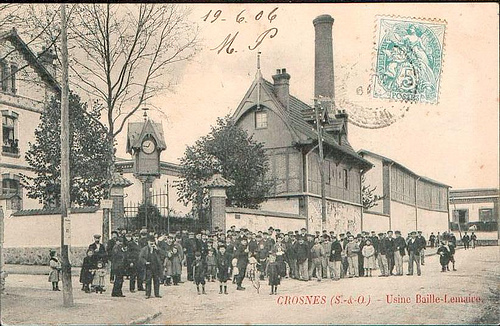
Crosne (Essonne) - Usine Baille-Lemaire (env. 1906)

L’entreprise basée à Crosne a commencé à produire des automobiles en 1898. Le bureau de vente à Paris était situé au 22-26 rue Oberkampf. Jean-Baptiste Baille-Lemaire fonde une entreprise de production de dispositifs optiques en 1892. En 1898, la production automobile a également commencé. La production automobile a pris fin en 1902. La société a finalement été dissoute en 1935.